# Bronisław Malinowski (atleta)
Bronisław Malinowski (Nowe, 4 de junho de 1951 – Grudziądz, 27 de setembro de 1981) foi um atleta e campeão olímpico polonês, especialista nos 3000 m c/ obstáculos.

## Carreira
Sua primeira participação olímpica, aos 21 anos, foi em Munique 1972, onde ficou em quarto lugar. Dois anos depois, no Campeonato Europeu de Atletismo de Roma, na Itália, ele conquistou a medalha de ouro da prova. O período 1974-76 viu surgir uma rivalidade na modalidade entre ele e o sueco Anders Garderud, que resultou num duelo pessoal dos dois em Montreal 1976, considerada a maior prova de todos os tempos de steeplechase num grande evento esportivo, com Garderud vencendo com recorde mundial (8m08s02) e Malinowski ficando com a medalha de prata.
Garderud retirou-se do atletismo logo após se sagrar campeão olímpico, mas um novo desafiante apareceu para Malinowski, o queniano Henry Rono, que estabeleceu uma nova marca mundial para a prova em 1978  (8m05s4) – em 1978, num período de 81 dias, Rono quebrou os recordes mundiais dos 10000 m, 5000 m, 3000 m e 3000 m c/ obstáculos. Ainda assim, numa prova corrida cabeça-a-cabeça, Malinowski derrotou Rono durante um evento naquela temporada. No segundo semestre do ano, ele defendeu com sucesso seu título continental no Campeonato Europeu de Atletismo realizado em Praga, na Tchecoslováquia.
Seu apogeu na carreira veio em Moscou 1980. Com os Jogos boicotados pelos Estados Unidos e seus aliados políticos, o que incluía o Quênia, sem a presença de seu maior adversário, Rono, ele venceu os 3000 m c/ obstáculos em 8m09s7, conquistando o título olímpico, derrotando na chegada o tanzaniano Filbert Bayi.
Filho de pai polonês e mãe escocesa, ele foi o segundo e último campeão olímpico polonês no steeplechase, depois de Zdzisław Krzyszkowiak, vencedor em Roma 1960. Depois de seu título, Malinowski pensou em se mudar para a Escócia por causa da instabilidade política reinante em seu país, mas antes que pudesse fazer isso morreu em um acidente de automóvel na cidade de Grudziądz, em setembro de 1981, aos 30 anos de idade.